# Kennedy (Kalifornija)
Kennedy je naseljeno područje za statističke svrhe u američkoj saveznoj državi Kalifornija. Prema popisu stanovništva iz 2010. u njemu je živjelo 3.254 stanovnika.